# Oksana Txusovítina
Oksana Aleksandrovna Txusovítina (rus: Оксана Александровна Чусовитина; Bukharà, 19 de juny de 1975) és una gimnasta vuit vegades olímpica que ha competit per la Unió Soviètica, l'Uzbekistan i Alemanya.
La carrera de Txusovítina com a gimnasta d'elit s'ha allargat més d'un quart de segle. Va guanyar els nacionals juvenils de l'URSS el 1988 i va començar a competir a nivell internacional el 1989, abans fins i tot de néixer moltes de les seves rivals actuals. És l'única gimnasta femenina que ha competit en vuit Jocs Olímpics, i és una de les dues úniques gimnastes que ha competit als Jocs Olímpics amb tres equips nacionals diferents: l'Equip Unificat el 1992; l'Uzbekistan els anys 1996, 2000, 2004, 2016 i 2020; i Alemanya el 2008 i el 2012. Chusovitina també ha competit en 16 Campionats del Món, quatre Jocs Asiàtics i tres Goodwill Games. Chusovitina té el rècord de més medalles individuals a campionats del món en un sol aparell (nou, al salt).
Txusovítina forma part d'un petit grup de gimnastes, juntament amb la cubana Leyanet Gonzalez, la soviètica Larisa Latynina, l'holandesa Suzanne Harmes, la russa Aliya Mustafina, la turca Göksu Üçtaş Şanlı, la polonesa Marta Pihan-Kulesza i l'islandesa Irina Sazonova que van tornar a la competició internacional després de ser mares.

## Unió Soviètica
Txusovítina va començar a la gimnàstica el 1982. El 1988, amb 13 anys, va guanyar el títol a l'exercici complet als Campionats Nacionals de l'URSS a la divisió júnior.
El 1990, Txusovítina era un membre vital de l'equip soviètic, i va ser enviada a competir en diverses proves internacionals. Va ser la medallista d'or de salt als Goodwill Games de 1990 i gairebé va escombrar a la Fira Mundial de l'Esport de 1990 al Japó, guanyant el conjunt i tots els aparells excepte les barres asimètriques. L'any següent va guanyar l'exercici de terra als Campionats del món de gimnàstica artística de 1991 i va quedar segona al salt. L'any 1992 Txusovítina va competir als Jocs Olímpics amb l'Equip Unificat, va compartir per guanyar la medalla d'or per equips i va quedar setena a la final de terra. També va guanyar la seva segona medalla de salt al Campionat del Món, un bronze.

## Uzbekistan
Després dels Jocs Olímpics de 1992, quan les antigues gimnastes soviètiques van tornar a les seves repúbliques d'origen, Txusovítina va començar a competir per l'Uzbekistan i va continuar entrenant amb l'entrenadora en cap de l'Uzbekistan Svetlana Kuznetsova, també la seva entrenadora personal. Les condicions a les instal·lacions nacionals d'entrenament de Taixkent estaven molt allunyades del centre d'entrenament soviètic Round Lake, i Chusovitina es va veure obligada a practicar amb equipaments antics i, en alguns casos, insegurs. Malgrat aquests inconvenients, va poder produir constantment rutines de classe mundial.
Txusovítina va representar l'Uzbekistan del 1993 al 2006 i va competir per ells als Jocs Olímpics de 1996, 2000 i 2004, els Jocs Asiàtics de 1994, 1998 i 2002 i els Goodwill Games de 1994 i 2001. Durant aquesta època va ser la gimnasta més forta de l'equip nacional de l'Uzbekistan, guanyant més de 70 medalles en competicions internacionals i classificant-se per als Jocs Olímpics tres vegades.
Per les seves contribucions a la gimnàstica, el Ministeri d'Afers Culturals i Esportius de l'Uzbekistan va concedir a Txusovítina el títol d'"Atleta Honorada de la República de l'Uzbekistan". El 2001, va ser nomenada com la primera representant del WAG a la Comissió d'Esportistes de la Federació Internacional de Gimnàstica (FIG). A més, Chusovitina es va graduar a la Universitat d'Esports de Taixkent.
A finals de 1997 Txusovítina es va casar amb el lluitador olímpic uzbek Bakhodir Kurbanov, a qui va conèixer als Jocs Asiàtics de 1994 a Hiroshima. El fill de la parella, Alisher, va néixer el novembre de 1999.

## Alemanya
El 2002, Alisher va ser diagnosticada amb leucèmia limfocítica aguda (LLA). Buscant tractament mèdic avançat per al seu fill, Txusovítina i el seu marit van acceptar una oferta d'ajuda de Shanna i Peter Brüggemann, entrenadors en cap del club Toyota Colònia, i es van traslladar a Alemanya. Amb els premis obtinguts a partir de competicions de gimnàstica, juntament amb l'ajut dels Brüggemann i membres de la comunitat internacional de gimnàstica que van recaptar fons i donar-los a la causa, Chusovitina va poder assegurar el tractament per a Alisher a l'hospital de la Universitat de Colònia. Mentre Alisher es sotmetia a tractament a Colònia, Chusovitina es va entrenar amb l'equip alemany.
Uzbekistan va alliberar Txusovítina per competir per Alemanya el 2003. Tanmateix, a causa de les normes que requerien tres anys de residència, no va poder obtenir la ciutadania alemanya immediatament. Del 2003 al 2006 es va entrenar a Alemanya, però va continuar competint per l'Uzbekistan, representant el seu país natal als Campionats del Món de 2003 i 2005 i als Jocs Olímpics de 2004. El 2003, 12 anys després del seu debut al campionat mundial, Txusovítina va guanyar la medalla d'or al salt als campionats del món d'aquell any a Anaheim.
El 2006, Txusovítina va obtenir la nacionalitat alemanya. La seva primera competició per a Alemanya va ser el Campionat del Món de 2006, on va guanyar una medalla de bronze al salta i va quedar novena en l'exercici complet.
El juliol de 2007, va guanyar el títol general als Campionats Nacionals d'Alemanya de 2007. En el seu primer Campionat d'Europa, va quedar segona al salt. Als Campionats del Món de 2007 a Stuttgart, Txusovítina va ajudar a la selecció alemanya a aconseguir un 10è lloc a la ronda preliminar, cosa que els va qualificar per enviar un equip complet als Jocs Olímpics de Pequín de 2008, on va ser la competidora femenina més antiga de la seva disciplina. Es va classificar per a la final de la prova de salt on va acabar en 2n lloc, guanyant així la primera medalla olímpica individual de la seva carrera. Txusovítina va competir en tres esdeveniments al Campionat d'Europa femení de 2008 a Clermont d'Alvèrnia, França, ajudant l'equip alemany a aconseguir el setè lloc a la final per equips. A la final de l'aparell de salt, va derrotar a la vigent campiona d'Europa Carlotta Giovannini per guanyar la medalla d'or.
Als Jocs Olímpics de 2008, l'equip alemany va ocupar el 12è lloc de la fase de classificació de la competició. Txusovítina es va classificar per a la final individual, on va quedar novena a la general. També es va classificar en quarta posició per a la final de salt. A la final de salt, va guanyar la medalla de plata amb una puntuació de 15.575.
Malgrat les afirmacions anteriors que intentaria competir als Jocs Olímpics d'estiu de Londres 2012, Txusovítina va anunciar l'abril de 2009 que només tenia la intenció de participar en els Campionats del món de gimnàstica de 2009 a l'octubre, i que no continuaria. Els campionats, va afirmar, són "suficient".
No obstant això, va tornar a competir en algunes competicions el 2010 (inclòs el Houston National Invitational de 2010). Va guanyar la medalla de plata al salt als Campionats d'Europa de 2011, als Campionats del Món de 2011 i als Campionats d'Europa de 2012.
Txusovítina va competir als Jocs Olímpics d'estiu de 2012 representant Alemanya. Els jocs van ser uns sisens Jocs Olímpics notables per a Chusovitina, que es va classificar per a la final de salt on es va situar en cinquena posició darrere de la seva companya d'equip alemanya, Janine Berger. Després, Oksana va declarar que es retiraria com a gimnasta i es concentraria en entrenar.
Tanmateix, en lloc de retirar-se, Oksana va tornar a competir per Uzbekistan. Va competir als Jocs Olímpics de 2016 i 2020. Va afirmar que el seu objectiu és guanyar una medalla olímpica al salt per a l'Uzbekistan, perquè ja havia guanyat medalles per a l'equip unificat i Alemanya, però no per al seu país d'origen.

## Els últims anys
Malgrat les seves declaracions el 2012, Txusovítina finalment va tornar l'any següent i va anunciar plans per continuar competint als Jocs Olímpics d'estiu de Rio 2016. Va classificar-se individualment per l'Uzbekistan en un esdeveniment de classificació a Rio de Janeiro l'abril de 2016. Competint, va establir un rècord com la gimnasta més gran que mai competia als Jocs Olímpics als 41 anys i 2 mesos i l'única gimnasta que mai havia competit en set Olimpíades consecutives, superant el rècord de sis que va establir el 2012 amb Iordan Iovchev de Bulgària. Després d'aquests Jocs Olímpics, Chusovitina va anunciar que continuaria la seva carrera amb la intenció de competir als Jocs Olímpics de Tòquio del 2020.
Després de competir únicament al salt durant diversos anys, Txusovítina va anunciar el 2018 que tornaria a competir a l'exercici complet.
Txusovítina va competir al Campionat Mundial de 2019 per classificar-se per a Tòquio. Va tenir una rotació dura a les qualificacions, caient a la seu segon salt i a la barra d'equilibri, però malgrat aquests errors, va acabar per assegurar-se una de les últimes places pels Jocs Olímpics d'aquell esdeveniment. Va ser seleccionada com a abanderada de l'Uzbekistan a la cerimònia d'obertura dels Jocs Olímpics d'estiu de 2020, però després va ser substituïda poques hores abans de la cerimònia. El seu darrer dia de competició el 25 de juliol de 2021 a Tòquio no va poder classificar-se per a la final de salt. Tot i afirmar que es retiraria després dels Jocs Olímpics de 2020 endarrerits, més tard va declarar que tornaria a entrenar per als Jocs Asiàtics de 2022, però aquests es va acabar ajornant indefinidament a causa de la pandèmia. Després va guanyar una medalla d'or al salt a la Copa del Món de Doha el 2022 i va tornar a guanyar al salt al Campionat Nacional d'Uzbekistan de 2022. Quan se li va preguntar com influiria l'ajornament dels jocs asiàtics en els seus plans d'entrenament, va afirmar que el seu objectiu ara era continuar entrenant i competir als Jocs Olímpics de 2024 a París, França, els que serien els seus novens Jocs Olímpics d'estiu. Txusovítina va competir als Jocs Islàmics de la Solidaritat el 2022 al costat de Dildora Aripova i Ominakhon Khalilova. Van acabar segones com a equip darrere de Turquia. Individualment Txusovítina va guanyar l'or al salt.

## Habilitats homònimes
| Aparell             | Nom                                                                                         | Descripció                                                                          | Dificultat | Notes                                                                                            |
| ------------------- | ------------------------------------------------------------------------------------------- | ----------------------------------------------------------------------------------- | ---------- | ------------------------------------------------------------------------------------------------ |
| Salt                | Txusovítina Tombarella cap endavant sobre el trampolí, salt cap endavant amb un gir complet | 5.0                                                                                 |            |                                                                                                  |
| Salt                | Txusovítina                                                                                 | Tombarella cap endavant sobre el trampolí, salt recte cap endavant amb un gir i mig | 5.8        | Tot i que aquesta habilitat porta el seu nom al Codi de Punts, es coneix generalment com a Rudi. |
| Barres asimètriques | Txusovítina                                                                                 | Gir gegant cap enrere amb salt complet                                              | D          | .                                                                                                |
| Barres asimètriques | Txusovítina                                                                                 | Gir cap endavant fins a un doble salt enganxat amb una gir complet en el segon salt | D          | També s'anomena desmuntatge total                                                                |
| Exercici de terra   | Txusovítina                                                                                 | Doble gir complet de torsió completa                                                | H          |                                                                                                  |

## Història competitiva

### Senior
| Any                       | Esdeveniment                     | Equip | EC | VT | UB | BB | FX |
| ------------------------- | -------------------------------- | ----- | -- | -- | -- | -- | -- |
| 1988                      | Campionat de l'URSS (junior)     |       | 1  |    |    |    |    |
| 1989                      | Cottbus International            |       | 9  |    |    |    | 2  |
| 1990                      | Goodwill Games                   | 1     |    | 1  |    |    |    |
| 1990                      | World Sports Fair                |       | 1  | 1  |    | 1  | 1  |
| 1990                      | Copa de l'URSS                   |       |    | 1  |    |    | 1  |
| 1990                      | Campionat de l'URSS              |       | 6  |    |    |    |    |
| 1991                      |                                  |       |    |    |    |    |    |
| Campionat del Món         | 1                                |       | 2  |    |    | 1  |    |
| Copa Chunichi             |                                  | 8     |    |    |    |    |    |
| Campionat de l'URSS       |                                  | 4     |    |    |    |    |    |
| Blume Memorial            |                                  | 8     |    |    |    |    |    |
| 1992                      | World Stars                      |       | 15 | 1  | 3  | 2  |    |
| 1992                      | Campionat del Món                |       |    | 3  |    |    | 7  |
| 1992                      | Jocs Olímpics                    | 1     |    |    |    |    | 7  |
| 1993                      | DTB Cup                          |       |    | 4  | 2  | 3  | 1  |
| 1993                      | Kosice International             |       | 2  |    |    |    |    |
| 1993                      | Massilia Gym Cup                 |       | 2  |    |    |    |    |
| 1993                      | Campionat del Món                |       | 18 | 3  | 8  |    |    |
| 1994                      | Copa de Suïssa                   |       |    | 3  | 6  | 1  | 5  |
| 1994                      | Goodwill Games                   |       | 5  | 5  | 5  |    | 4  |
| 1994                      | Jocs Asiàtics                    |       | 4  | 3  | 3  | 4  |    |
| 1995                      | Cottbus International            |       |    | 5  | 2  | 5  | 5  |
| 1995                      | DTB Cup                          |       |    | 4  | 2  | 5  | 4  |
| 1995                      | Campionat del Món                |       | 19 | 6  |    |    |    |
| 1995                      | Arthur Gander Memorial           |       | 3  |    |    |    |    |
| 1995                      | Copa de Suïssa                   |       |    | 2  | 3  | 2  | 1  |
| 1996                      | American Cup                     |       | 3  |    |    |    |    |
| 1996                      | International Mixed Pairs        | 2     |    |    |    |    |    |
| 1996                      | Cottbus International            |       |    | 4  | 5  | 7  | 1  |
| 1996                      | DTB Cup                          |       |    | 1  | 4  | 4  | 1  |
| 1996                      | Arthur Gander Memorial           |       | 3  |    |    |    |    |
| 1996                      | Copa de Suïssa                   |       |    | 1  | 2  | 3  | 1  |
| 1996                      | Jocs Olímpics                    |       | 10 |    |    |    |    |
| 1997                      | American Cup                     |       | 4  |    |    |    |    |
| 1997                      | World Stars                      |       |    | 2  | 3  | 3  | 6  |
| 1997                      | Cottbus International            |       |    | 2  | 1  | 1  | 1  |
| 1998                      |                                  |       |    |    |    |    |    |
| Jocs Asiàtics             | 4                                |       | 8  |    |    | 6  |    |
| Arthur Gander Memorial    |                                  | 1     |    |    |    |    |    |
| 2000                      | DTB Cup                          |       |    | 4  |    | 2  | 4  |
| 2000                      | Jocs Olímpics                    |       | 45 | 25 |    |    |    |
| 2001                      | World Stars                      |       |    | 2  | 2  | 2  | 3  |
| 2001                      | Cottbus World Cup                |       |    | 2  |    |    | 5  |
| 2001                      | DTB Cup                          |       |    | 2  | 7  | 4  | 1  |
| 2001                      | Arthur Gander Memorial           |       | 1  |    |    |    |    |
| 2001                      | Goodwill Games                   |       | 4  | 2  | 1  |    | 2  |
| 2001                      | Campionat del Món                |       | 19 | 2  |    |    |    |
| 2002                      | American Cup                     |       | 4  |    |    |    |    |
| 2002                      | WOGA Classic                     |       | 1  | 1  | 2  | 1  | 2  |
| 2002                      | Cottbus World Cup                |       |    | 1  | 5  |    | 6  |
| 2002                      | Arthur Gander Memorial           |       | 2  |    |    |    |    |
| 2002                      | Jocs Asiàtics                    | 5     | 2  | 1  | 4  | 2  | 1  |
| 2002                      | Campionat del Món                |       |    | 3  |    | 8  | 6  |
| 2002                      | Final de la Copa del Món         |       |    | 1  | 5  | 3  | 4  |
| 2003                      | Cottbus World Cup                |       |    | 1  | 4  | 4  | 5  |
| 2003                      | DTB Cup                          |       |    | 2  |    | 6  | 6  |
| 2003                      | Arthur Gander Memorial           |       | 3  |    |    |    |    |
| 2003                      | Copa de Suïssa                   |       | 2  |    |    |    |    |
| 2003                      | Campionat del Món                |       |    | 1  |    |    |    |
| 2004                      | Cottbus World Cup                |       |    | 1  |    |    | 6  |
| 2004                      | Jocs Olímpics                    |       |    | 23 |    |    |    |
| 2005                      | Glasgow World Cup                |       |    | 1  | 7  | 6  |    |
| 2005                      | Sao Paolo World Cup              |       |    | 1  | 7  | 5  |    |
| 2005                      | Campionat del Món                | N/D   |    | 2  |    |    |    |
| 2006                      | Arthur Gander Memorial           |       | 3  |    |    |    |    |
| 2006                      | Copa del Món de Stuttgart        |       |    | 2  | 3  |    |    |
| 2006                      | Copa del Món de Moscou           |       |    | 1  |    | 3  |    |
| 2006                      | Copa del Món de Gant             |       |    | 1  | 4  | 5  |    |
| 2006                      | Copa del Món de Cottbus          |       |    | 2  |    |    |    |
| 2006                      | Campionat del Món                |       | 9  | 3  |    |    |    |
| 2006                      | Copa de Suïssa                   |       | 1  |    |    |    |    |
| 2007                      |                                  |       |    |    |    |    |    |
| Campionat d'Europa        |                                  | 6     | 2  |    |    | 6  |    |
| Campionat d'Alemanya      |                                  | 1     |    |    |    |    |    |
| Campionat del Món         |                                  |       | 6  |    |    |    |    |
| Copa del Món de Stuttgart |                                  |       | 1  |    |    |    |    |
| Copa del Món de Moscou    |                                  |       | 1  |    |    |    |    |
| Copa del Món de Cottbus   |                                  |       | 1  |    |    |    |    |
| Copa de Suïssa            |                                  | 2     |    |    |    |    |    |
| 2008                      |                                  |       |    |    |    |    |    |
| Campionat d'Europa        | 7                                |       | 1  |    |    | 6  |    |
| Campionat d'Alemanya      |                                  | 1     |    |    |    |    |    |
| Copa del Món de Doha      |                                  |       | 1  |    |    | 6  |    |
| Copa del Món de Cottbus   |                                  |       | 1  |    | 3  |    |    |
| Jocs Olímpics             |                                  | 9     | 2  |    |    |    |    |
| 2010                      | Copa del Món de Cottbus          |       |    | 1  |    |    |    |
| 2010                      | Copa del Món de Moscou           |       |    | 2  |    | 3  |    |
| 2010                      | Campionat d'Europa               |       |    | 12 |    |    |    |
| 2010                      | Amistòs SUI-GER-RUS              | 2     |    |    |    |    |    |
| 2010                      | Campionat del Món                |       |    |    |    |    |    |
| 2011                      | Copa del Món de Cottbus          |       |    | 1  |    |    |    |
| 2011                      | Amistòs SUI-GER-RUS              | 2     |    |    |    |    |    |
| 2011                      | Campionat d'Europa               |       |    | 2  |    |    |    |
| 2011                      | Campionat del Món                | 6     |    | 2  |    |    |    |
| 2012                      | Campionat del Món                |       | 16 | 2  |    | 1  |    |
| 2012                      | Campionat d'Europa               | 8     |    | 2  |    |    |    |
| 2012                      | Jocs Olímpics                    |       |    | 5  |    |    |    |
| 2012                      | Copa del Món de Stuttgart        | 3     |    |    |    |    |    |
| 2012                      | Toyota International             |       |    | 4  |    | 6  | 4  |
| 2012                      | Amistòs GER-GBR-RUS              | 2     |    |    |    |    |    |
| 2013                      | Internationaux de France         |       |    | 3  |    |    |    |
| 2013                      | Copa del Món de La Roche-sur-Yon |       |    | 1  |    |    |    |
| 2013                      | Copa del Món de Cottbus          |       |    | 1  |    |    |    |
| 2013                      | Gym Festival Trnava              |       | 1  | 1  |    | 2  |    |
| 2013                      | Copa del Món de d'Anadia         |       |    | 2  |    |    |    |
| 2013                      | Campionat del Món                | N/D   |    | 5  |    |    |    |
| 2013                      | Mexican Open                     |       | 3  |    |    |    |    |
| 2014                      |                                  |       |    |    |    |    |    |
| Jocs Asiàtics             | 5                                |       | 2  |    |    |    |    |
| Joaquin Blume Memorial    |                                  | 5     |    |    |    |    |    |
| Mexican Open              |                                  | 3     | 1  | 8  | 4  | 4  |    |
| 2015                      | Houston National Invitational    |       | 2  | 1  | 2  |    |    |
| 2015                      | Copa del Món de Cottbus          |       |    | 1  |    |    |    |
| 2015                      | Copa del Món de Ljubljana        |       |    | 1  |    |    |    |
| 2015                      | Varna World Cup                  |       |    | 1  | 8  | 4  |    |
| 2015                      | Campionat del Món                |       |    | 13 |    |    |    |
| 2015                      | Toyota International             |       |    | 7  | 5  | 6  |    |
| 2016                      | Houston National Invitational    |       | 2  | 1  |    |    |    |
| 2016                      | WOGA Classic                     |       |    | 3  |    |    |    |
| 2016                      | Baku World Challenge Cup         |       |    | 1  |    | 8  |    |
| 2016                      | Cottbus World Challenge Cup      |       |    | 1  | 6  | 4  |    |
| 2016                      | Test Olímpic                     |       | 45 | 2  |    |    |    |
| 2016                      | Mersin World Challenge Cup       |       |    | 1  | 4  | 2  |    |
| 2016                      | Jocs Olímpics                    |       |    | 7  |    |    |    |
| 2016                      | 2nd Bundesliga (3rd League)      |       | 1  | 1  | 5  | 1  | 1  |
| 2016                      | Mexican Open                     |       | 3  | 1  |    |    |    |
| 2017                      | International Gymnix             |       |    | 2  |    | 6  |    |
| 2017                      | Copa del Món de Baku             |       |    | 1  |    |    |    |
| 2017                      | Copa del Món de Doha             |       |    | 1  |    |    | 8  |
| 2017                      | Islamic Solidarity Games         |       |    | 1  |    |    | 5  |
| 2017                      | Szombathely Challenge Cup        |       |    | 6  |    |    |    |
| 2017                      | Paris Challenge Cup              |       |    | 4  |    |    |    |
| 2017                      | Campionat del Món                | N/D   |    | 5  |    |    |    |
| 2017                      | 2nd Bundesliga (2rd League)      |       |    | 1  |    | 2  | 1  |
| 2017                      | Copa del Món de Cottbus          |       |    | 1  |    |    |    |
| 2017                      | Voronin Cup                      |       |    | 1  |    |    |    |
| 2018                      | Houston National Invitational    |       | 1  | 1  |    | 2  | 1  |
| 2018                      | Copa del Món de Baku             |       |    | 1  |    | 3  |    |
| 2018                      | Copa del Món de Doha             |       |    | 1  |    |    |    |
| 2018                      | Osijek Challenge Cup             |       |    | 1  |    |    |    |
| 2018                      | Jocs Asiàtics                    |       |    | 2  |    |    |    |
| 2018                      | Paris Challenge Cup              |       |    | 1  |    |    |    |
| 2018                      | Campionat del Món                |       |    | 4  |    |    |    |
| 2018                      | Arthur Gander Memorial           |       |    | 1  |    |    | 8  |
| 2018                      | Copa de Suïssa                   | 5     |    |    |    |    |    |
| 2018                      | Copa del Món de Cottbus          |       |    | 5  |    |    |    |
| 2019                      | Copa del Món de Melbourne        |       |    | 2  |    | 8  |    |
| 2019                      | Copa del Món de Baku             |       |    | 2  |    |    |    |
| 2019                      | Copa del Món de Doha             |       |    | 5  |    |    |    |
| 2019                      | Zhaoqing Challenge Cup           |       |    | 2  |    |    |    |
| 2019                      | Korea Cup                        |       |    | 2  |    | 4  |    |
| 2019                      | Paris Challenge Cup              |       |    | 1  |    |    |    |
| 2019                      | Campionat del món                |       |    | 12 |    |    |    |
| 2021                      | Varna Challenge Cup              |       |    | 3  |    |    |    |
| 2021                      | Copa del Món de Doha             |       |    | 1  |    |    |    |
| 2021                      | Jocs Olímpics                    |       |    | 14 |    |    |    |
| 2022                      | Copa del Món de Doha             |       |    | 1  |    |    |    |
| 2022                      | Copa del Món del Cairo           |       |    | 2  |    |    |    |
| 2022                      | Copa del Món de Baku             |       |    | 1  |    |    |    |
| 2022                      | Campionat d'Àsia                 | 6     |    | 5  |    |    |    |
| 2022                      | Islamic Solidarity Games         | 2     |    | 1  |    | 9  |    |
| 2023                      | Cottbus World Cup                |       |    | 3  |    |    |    |
| 2023                      | Copa del Món de Doha             |       |    | 3  |    |    |    |
| 2023                      | Copa del Món de Baku             |       |    | 2  |    |    |    |
| 2023                      | Copa del Món del Cairo           |       |    | 8  |    |    |    |
| 2023                      | Campionat d'Àsia                 | 7     | 16 | 2  |    |    |    |

Txusovítina també va guanyar la Medalla de Plata de Parelles Mixtes de Goodwill Games de 1994 amb Yevgeny Shabayev, Aleksei Voropayev i Elena Grosheva.

### Resultats internacionals

#### Unió Soviètica
| Any  | Esdeveniment      | Lloc         | Aparell             | Possició final | Puntuació final | Possició classificació | Puntuació classificació |
| ---- | ----------------- | ------------ | ------------------- | -------------- | --------------- | ---------------------- | ----------------------- |
| 1991 | Campionat del Món | Indianàpolis | Equip               | 1              | 396.055         |                        |                         |
| 1991 | Campionat del Món | Indianàpolis | Complet             |                |                 | 8                      | 78.986                  |
| 1991 | Campionat del Món | Indianàpolis | Salt                | 2              | 9.918           | 6                      | 19.762                  |
| 1991 | Campionat del Món | Indianàpolis | Barres asimètriques |                |                 | 8                      | 19.762                  |
| 1991 | Campionat del Món | Indianàpolis | Barra d'equilibri   |                |                 | 13                     | 19.612                  |
| 1991 | Campionat del Món | Indianàpolis | Exercici de terra   | 1              | 9.962           | 4                      | 19.850                  |

#### Comunitat d'Estats Independents
| Any  | Esdeveniment      | Lloc      | Aparell             | Possició final | Puntuació final | Possició classificació | Puntuació classificació |
| ---- | ----------------- | --------- | ------------------- | -------------- | --------------- | ---------------------- | ----------------------- |
| 1992 | Campionat del Món | París     | Salt                | 3              | 9.937           |                        |                         |
| 1992 | Campionat del Món | París     | Salt (semifinal)    |                |                 | 3                      | 9.887                   |
| 1992 | Campionat del Món | París     | Salt (qualificació) |                |                 | 4                      | 9.875                   |
| 1992 | Campionat del Món | París     | Exercici de terra   | 7              | 9.800           |                        |                         |
| 1992 | Jocs Olímpics     | Barcelona | Equip               | 1              | 395.666         |                        |                         |
| 1992 | Jocs Olímpics     | Barcelona | Complet             |                |                 | 30                     | 78.111                  |
| 1992 | Jocs Olímpics     | Barcelona | Salt                |                |                 | 14                     | 19.750                  |
| 1992 | Jocs Olímpics     | Barcelona | Barres asimètriques |                |                 | 77                     | 18.849                  |
| 1992 | Jocs Olímpics     | Barcelona | Barra d'equilibri   |                |                 | 10                     | 19.675                  |
| 1992 | Jocs Olímpics     | Barcelona | Exercici de terra   | 7              | 9.812           | 7                      | 19.837                  |

#### Uzbekistan
| Any  | Esdeveniment             | Lloc       | Aparell                            | Possició final | Puntuació final | Possició classificació | Puntuació classificació |
| ---- | ------------------------ | ---------- | ---------------------------------- | -------------- | --------------- | ---------------------- | ----------------------- |
| 1993 | Campionat del Món        | Birmingham | Exercici complet                   | 18             | 37.205          | 12                     | 38.030                  |
| 1993 | Campionat del Món        | Birmingham | Salt                               | 3              | 9.718           | 9                      | 9.643                   |
| 1993 | Campionat del Món        | Birmingham | Barres asimètriques                | 8              | 8.325           | 7                      | 9.650                   |
| 1993 | Campionat del Món        | Birmingham | Barra d'equilibri                  |                |                 | 19                     | 9.437                   |
| 1993 | Campionat del Món        | Birmingham | Exercici de terra                  |                |                 | 24                     | 9.300                   |
| 1994 | Jocs Asiàtics            | Hiroshima  | Exercici complet                   | 4              | 38.675          |                        |                         |
| 1994 | Jocs Asiàtics            | Hiroshima  | Salt                               | 3              | 9.631           |                        |                         |
| 1994 | Jocs Asiàtics            | Hiroshima  | Barres asimètriques                | 3              | 9.600           |                        |                         |
| 1994 | Jocs Asiàtics            | Hiroshima  | Barra d'equilibri                  | 4              | 9.462           |                        |                         |
| 1995 | Campionat del Món        | Sabae      | Equip                              | 16             | 360.515         |                        |                         |
| 1995 | Campionat del Món        | Sabae      | Exercici complet                   | 18             | 38.180          | 15                     | 76.386                  |
| 1995 | Campionat del Món        | Sabae      | Salt                               | 6              | 9.612           | 16                     | 18.962                  |
| 1995 | Campionat del Món        | Sabae      | Barres asimètriques                |                |                 | 30                     | 19.112                  |
| 1995 | Campionat del Món        | Sabae      | Barra d'equilibri                  |                |                 | 17                     | 19.012                  |
| 1995 | Campionat del Món        | Sabae      | Exercici de terra                  |                |                 | 23                     | 19.300                  |
| 1996 | Jocs Olímpics            | Atlanta    | Exercici complet                   | 10             | 38.743          | 30                     | 75.822                  |
| 1996 | Jocs Olímpics            | Atlanta    | Salt                               |                |                 | 20                     | 19.274                  |
| 1996 | Jocs Olímpics            | Atlanta    | Barres asimètriques                |                |                 | 29                     | 19.237                  |
| 1996 | Jocs Olímpics            | Atlanta    | Barra d'equilibri                  |                |                 | 61                     | 18.137                  |
| 1996 | Jocs Olímpics            | Atlanta    | Exercici de terra                  |                |                 | 34                     | 19.174                  |
| 1998 | Jocs Asiàtics            | Bangkok    | Equip                              | 5              | 133.350         |                        |                         |
| 1998 | Jocs Asiàtics            | Bangkok    | Exercici complet                   | 4              |                 |                        |                         |
| 1998 | Jocs Asiàtics            | Bangkok    | Salt                               | 8              |                 |                        |                         |
| 1998 | Jocs Asiàtics            | Bangkok    | Exercici de terra                  | 6              |                 |                        |                         |
| 2000 | Jocs Olímpics            | Sydney     | Exercici complet                   |                |                 | 45                     | 36.450                  |
| 2000 | Jocs Olímpics            | Sydney     | Salt                               |                |                 | 24                     | 9.375                   |
| 2000 | Jocs Olímpics            | Sydney     | Barres asimètriques                |                |                 | 80                     | 8.450                   |
| 2000 | Jocs Olímpics            | Sydney     | Barra d'equilibri                  |                |                 | 90                     | 9.150                   |
| 2000 | Jocs Olímpics            | Sydney     | Exercici de terra                  |                |                 | 25                     | 9.475                   |
| 2001 | Campionat del Món        | Gant       | Exercici complet                   | 19             | 35.023          | 17                     | 35.524                  |
| 2001 | Campionat del Món        | Gant       | Salt                               | 2              | 9.349           | 2                      | 9.425                   |
| 2001 | Campionat del Món        | Gant       | Barres asimètriques                |                |                 | 65                     | 8.162                   |
| 2001 | Campionat del Món        | Gant       | Barra d'equilibri                  |                |                 | 12                     | 8.900                   |
| 2001 | Campionat del Món        | Gant       | Exercici de terra                  |                |                 | 19                     | 9.037                   |
| 2002 | Jocs Asiàtics            | Busan      | Equip                              | 5              | 133.350         |                        |                         |
| 2002 | Jocs Asiàtics            | Busan      | Exercici complet                   | 2              | 36.400          | 3                      | 36.700                  |
| 2002 | Jocs Asiàtics            | Busan      | Salt                               | 1              | 9.450           | 1                      | 9.375                   |
| 2002 | Jocs Asiàtics            | Busan      | Barres asimètriques                | 4              | 9.300           | 7                      | 9.100                   |
| 2002 | Jocs Asiàtics            | Busan      | Barra d'equilibri                  | 2              | 8.975           | 5                      | 8.900                   |
| 2002 | Jocs Asiàtics            | Busan      | Exercici de terra                  | 1              | 9.350           | 1                      | 9.325                   |
| 2002 | Final de la Copa del Món | Stuttgart  | Salt                               | 1              | 9.412           |                        |                         |
| 2002 | Final de la Copa del Món | Stuttgart  | Barres asimètriques                | 5              | 8.387           |                        |                         |
| 2002 | Final de la Copa del Món | Stuttgart  | Barra d'equilibri                  | 3              | 9.025           |                        |                         |
| 2002 | Final de la Copa del Món | Stuttgart  | Exercici de terra                  | 4              | 8.925           |                        |                         |
| 2002 | Campionat del Món        | Debrecen   | Salt                               | 3              | 9.387           |                        |                         |
| 2002 | Campionat del Món        | Debrecen   | Salt (Semifinal)                   |                |                 | 1                      | 9.350                   |
| 2002 | Campionat del Món        | Debrecen   | Salt (Qualificació)                |                |                 | 4                      | 9.212                   |
| 2002 | Campionat del Món        | Debrecen   | Barres asimètriques (Qualificació) |                |                 | 30                     | 8.200                   |
| 2002 | Campionat del Món        | Debrecen   | Barra d'equilibri                  | 8              | 8.312           |                        |                         |
| 2002 | Campionat del Món        | Debrecen   | Barra d'equilibri (Semifinal)      |                |                 | 6                      | 9.200                   |
| 2002 | Campionat del Món        | Debrecen   | Barra d'equilibri (Qualificació)   |                |                 | 10                     | 8.862                   |
| 2002 | Campionat del Món        | Debrecen   | Exercici de terra                  | 6              | 9.137           |                        |                         |
| 2002 | Campionat del Món        | Debrecen   | Exercici de terra (Semifinal)      |                |                 | 8                      | 9.287                   |
| 2002 | Campionat del Món        | Debrecen   | Exercici de terra (Qualificació)   |                |                 | 10                     | 9.137                   |
| 2003 | Campionat del Món        | Anaheim    | Exercici complet                   | WD             |                 | 16                     | 36.136                  |
| 2003 | Campionat del Món        | Anaheim    | Salt                               | 1              | 9.481           | 4                      | 9.424                   |
| 2003 | Campionat del Món        | Anaheim    | Barres asimètriques                |                |                 | 27                     | 9.137                   |
| 2003 | Campionat del Món        | Anaheim    | Barra d'equilibri                  |                |                 | 69                     | 8.537                   |
| 2003 | Campionat del Món        | Anaheim    | Exercici de terra                  |                |                 | 30                     | 9.025                   |
| 2004 | Jocs Olímpics            | Atenes     | Salt                               |                |                 | 23                     | 8.800                   |
| 2005 | Campionat del Món        | Melburne   | Salt                               | 2              | 9.418           | 3                      | 9.381                   |
| 2005 | Campionat del Món        | Melburne   | Barres asimètriques                |                |                 | 23                     | 8.987                   |
| 2005 | Campionat del Món        | Melburne   | Barra d'equilibri                  |                |                 | 12                     | 8.962                   |

#### Alemanya
| Any  | Esdeveniment       | Lloc                | Aparell             | Possició final | Puntuació final | Possició classificació | Puntuació classificació |
| ---- | ------------------ | ------------------- | ------------------- | -------------- | --------------- | ---------------------- | ----------------------- |
| 2006 | Campionat del Món  | Aarhus              | Equip               |                |                 | 16                     | 222.125                 |
| 2006 | Campionat del Món  | Aarhus              | Exercici complet    | 9              | 58.950          | 10                     | 59.075                  |
| 2006 | Campionat del Món  | Aarhus              | Salt                | 3              | 15.100          | 4                      | 14.937                  |
| 2006 | Campionat del Món  | Aarhus              | Barres asimètriques |                |                 | 19                     | 14.800                  |
| 2006 | Campionat del Món  | Aarhus              | Barra d'equilibri   |                |                 | 28                     | 14.850                  |
| 2006 | Campionat del Món  | Aarhus              | Exercici de terra   |                |                 | 25                     | 14.400                  |
| 2007 | Campionat d'Europa | Amsterdam           | Exercici complet    | 6              | 57.450          | 11                     | 56.700                  |
| 2007 | Campionat d'Europa | Amsterdam           | Salt                | 2              | 14.725          | 3                      | 14.237                  |
| 2007 | Campionat d'Europa | Amsterdam           | Barres asimètriques |                |                 | 24                     | 13.525                  |
| 2007 | Campionat d'Europa | Amsterdam           | Barra d'equilibri   |                |                 | 9                      | 15.150                  |
| 2007 | Campionat d'Europa | Amsterdam           | Exercici de terra   | 6              | 14.450          | 8                      | 14.450                  |
| 2007 | Campionat del Món  | Stuttgart           | Equip               |                |                 | 10                     | 231.125                 |
| 2007 | Campionat del Món  | Stuttgart           | Exercici complet    |                |                 | 157                    | 43.525                  |
| 2007 | Campionat del Món  | Stuttgart           | Salt                | 6              | 14.687          | 5                      | 15.375                  |
| 2007 | Campionat del Món  | Stuttgart           | Barres asimètriques |                |                 | 89                     | 13.550                  |
| 2007 | Campionat del Món  | Stuttgart           | Barra d'equilibri   |                |                 | 59                     | 14.275                  |
| 2007 | Campionat del Món  | Stuttgart           | Exercici de terra   |                |                 | 189                    | 0.000                   |
| 2008 | Campionat d'Europa | Clarmont d'Arvèrnia | Equip               | 7              | 170.850         | 6                      | 173.650                 |
| 2008 | Campionat d'Europa | Clarmont d'Arvèrnia | Salt                | 1              | 14.812          | 1                      | 15.000                  |
| 2008 | Campionat d'Europa | Clarmont d'Arvèrnia | Barra d'equilibri   |                |                 | 10                     | 14.975                  |
| 2008 | Campionat d'Europa | Clarmont d'Arvèrnia | Exercici de terra   | 6              | 14.850          | 5                      | 15.000                  |
| 2008 | Jocs Olímpics      | Pequín              | Equip               |                |                 | 12                     | 230.800                 |
| 2008 | Jocs Olímpics      | Pequín              | Exercici complet    | 9              | 60.125          | 14                     | 59.375                  |
| 2008 | Jocs Olímpics      | Pequín              | Salt                | 2              | 15.575          | 4                      | 15.525                  |
| 2008 | Jocs Olímpics      | Pequín              | Barres asimètriques |                |                 | 27                     | 14.725                  |
| 2008 | Jocs Olímpics      | Pequín              | Barra d'equilibri   |                |                 | 43                     | 14.400                  |
| 2008 | Jocs Olímpics      | Pequín              | Exercici de terra   |                |                 | 30                     | 14.450                  |
| 2010 | Campionat d'Europa | Birmingham          | Equip               |                |                 | 9                      | 156.025                 |
| 2010 | Campionat d'Europa | Birmingham          | Salt                |                |                 | 12                     | 13.625                  |
| 2010 | Campionat del Món  | Rotterdam           | Equip               |                |                 | 14                     | 212.294                 |
| 2010 | Campionat del Món  | Rotterdam           | Barra d'equilibri   |                |                 | 42                     | 13.566                  |
| 2011 | Campionat d'Europa | Berlín              | Salt                | 2              | 14.537          | 5                      | 14.200                  |
| 2011 | Campionat d'Europa | Berlín              | Barra d'equilibri   |                |                 | 45                     | 12.425                  |
| 2011 | Campionat del Món  | Tòquio              | Equip               | 6              | 168.479         | 7                      | 221.163                 |
| 2011 | Campionat del Món  | Tòquio              | Salt                | 2              | 14.733          | 2                      | 14.833                  |
| 2011 | Campionat del Món  | Tòquio              | Barra d'equilibri   |                |                 | 41                     | 13.800                  |
| 2012 | Campionat d'Europa | Brussel·les         | Equip               | 8              | 160.497         | 7                      | 163.022                 |
| 2012 | Campionat d'Europa | Brussel·les         | Salt                | 2              | 14.683          | 1                      | 14.966                  |
| 2012 | Jocs Olímpics      | Londres             | Equip               |                |                 | 9                      | 167.331                 |
| 2012 | Jocs Olímpics      | Londres             | Salt                | 5              | 14.783          | 4                      | 14.808                  |
| 2012 | Jocs Olímpics      | Londres             | Barra d'equilibri   |                |                 | 31                     | 13.700                  |

#### Retorn a l'Uzbekistan
| Any  | Esdeveniment      | Lloc              | Aparell             | Possició final | Puntuació final | Possició classificació | Puntuació classificació |
| ---- | ----------------- | ----------------- | ------------------- | -------------- | --------------- | ---------------------- | ----------------------- |
| 2013 | Campionat del Món | Anvers            | Salt                | 5              | 14.583          | 6                      | 14.750                  |
| 2014 | Jocs Asiàtics     | Incheon           | Equip               | 5              | 199.800         |                        |                         |
| 2014 | Jocs Asiàtics     | Incheon           | Salt                | 2              | 14.750          | 2                      | 14.675                  |
| 2015 | Campionat del Món | Glasgow           | Exercici complet    |                |                 | 51                     | 52.998                  |
| 2015 | Campionat del Món | Glasgow           | Salt                |                |                 | 13                     | 14.683                  |
| 2015 | Campionat del Món | Glasgow           | Barres asimètriques |                |                 | 120                    | 12.033                  |
| 2015 | Campionat del Món | Glasgow           | Barra d'equilibri   |                |                 | 47                     | 13.466                  |
| 2015 | Campionat del Món | Glasgow           | Exercici de terra   |                |                 | 118                    | 12.733                  |
| 2016 | Jocs Olímpics     | Rio de Janeiro    | Salt                | 7              | 14.833          | 5                      | 14.999                  |
| 2018 | Jocs Asiàtics     | Jakarta Palembang | Salt                | 2              | 14.287          | 3                      | 14.200                  |

## Rànquings mundials de cap d'any

### Salt
2010: núm. 9

2011: núm. 1

2013: núm. 1

2015: núm. 1

### Barra
2010: núm. 28

2013: núm. 24

2015: núm. 45

### Terra
2015: núm. 7